# Coppa Eva Duarte
La Coppa Eva Duarte (in spagnolo Copa Eva Duarte) è stata una competizione calcistica a cadenza annuale, organizzata dalla federcalcio spagnola tra il 1947-48 e il 1952-53.
La Coppa Eva Duarte metteva di fronte la squadra campione di Spagna alla vincitrice della Copa del Generalísimo, pertanto può essere considerata predecessora dell'attuale Supercoppa di Spagna. Il trofeo si assegnava in gara unica, giocata tra settembre e dicembre, con eventuale ripetizione in caso di pareggio.

## Storia
La Coppa Eva Duarte ha avuto un predecessore nel 1940-41, quando i vincitori della Liga e della Copa del Generalísimo si affrontarono per la prima volta in una competizione denominata Copa de Campeones. Tuttavia questo torneo non ebbe continuità.
Nel 1945-46 l'ambasciatore argentino in Spagna propose di riprendere il confronto tra i vincitori del campionato e della coppa nazionale e offrì un trofeo denominato Copa de Oro Argentina. A vincere fu il Barcellona che sconfisse l'Athletic Bilbao per 5-4 in una partita piena di emozioni.
Nel 1946-47 il torneo non venne disputato e nel 1947-48 si riprese a giocarlo con cadenza annuale ma, ancora una volta su proposta dell'ambasciatore argentino, con il nome di Copa Eva Duarte de Perón, in onore della moglie del presidente argentino, Evita Perón. La competizione si disputò sotto tale denominazione fino al 1952-53 per poi essere sospesa a causa della morte di Evita Perón.

## Albo d'oro
| Anno                  | Vincitore         | Finalista         | Risultato         |
| Copa de Campeones     | Copa de Campeones | Copa de Campeones | Copa de Campeones |
| --------------------- | ----------------- | ----------------- | ----------------- |
| 1940                  | Atlético Aviación | Espanyol          | 1-1, 6-0          |
| Copa de Oro Argentina |                   |                   |                   |
| 1945                  | Barcellona        | Athletic Bilbao   | 2-0               |
| Copa Eva Duarte       |                   |                   |                   |
| 1947                  | Real Madrid       | Valencia          | 3-1               |
| 1948                  | Barcellona        | Siviglia          | 1-0               |
| 1949                  | Valencia          | Barcellona        | 7-4               |
| 1950                  | Athletic Bilbao   | Atlético Madrid   | 5-5, 2-0 (rip.)   |
| 1951                  | Atlético Madrid   | Barcellona        | 2-0               |
| 1952                  | Barcellona        | -                 | -                 |
| 1953                  | Barcellona        | -                 | -                 |

## Titoli per club
| Squadra         | Trofei | Finali perse | Edizioni vinte         |
| --------------- | ------ | ------------ | ---------------------- |
| Barcellona      | 4      | 2            | 1945, 1948, 1952, 1953 |
| Atlético Madrid | 2      | 1            | 1940, 1951             |
| Athletic Bilbao | 1      | 1            | 1950                   |
| Valencia        | 1      | 1            | 1949                   |
| Real Madrid     | 1      | -            | 1947                   |
| Espanyol        | -      | 1            |                        |
| Siviglia        | -      | 1            |                        |